# ذهب (فلم 2016)
ذهب (بالإنجليزية: Gold)، هو فيلم جريمة-مغامرة أمريكي، من إخراج ستيفن غاغن، وتأليف ستيفن غاغن وباتريك ماسيت وجون زينمان. الفيلم من بطولة ماثيو ماكونهي وإدغار راميرز وبرايس دالاس هوارد وكوري ستول وتوبي كيبيل وكريج تي نيلسون وستيسي كيتش وبروس جرينود. الفيلم مقتبس عن قصة حقيقية لفضيحة التعدين "Bre-X" عام 1993. عندما كان من المفترض أكتشاف وديعة من الذهب في أدغال أندنوسيا. ولكن لإسباب قانونية ولتعزيز جاذبية الفيلم، تم تغيير أسماء الشخصيات وتفاصيل القصة.

بدأ تصوير الفيلم بتاريخ 29 يونيو 2015 في مدينة نيويورك ونيو مكسيكو وتايلاند. وصدر في 30 ديسمبر 2016 في الولايات المتحدة. تم ترشيح الفيلم لجائزة غولدن غلوب لأفضل أغنية أصلية لكنه لم يفز بها.

## ملخص القصة
استنادًا إلى قصة حقيقية، يدور الفيلم حول الصديقين كيني ويلز (ماثيو ماكونهي) ومايكل أكوستا (إدغار راميرز) اللذان يتجهان في مغامرة إلى الأدغال الإندونيسية سعيًا للبحث عن الذهب، وما أن يجدا الذهب هناك حتى يصيرا من الأثرياء في لمح البصر.

## طاقم العمل
- ماثيو ماكونهي بدور «كيني ويلز».
- برايس دالاس هوارد بدور «كاي»،[9] صديقة ويلز منذ زمن بعيد.
- توبي كيبيل بدور «بول جينينجز»،[9] عميل في المباحث الفيديرالية.
- إدجار راميريز بدور «مايكل أكوستا»،[10] عالم جيولوجي.
- جوشوا هارتو بدور «ليولد ستانتون»،[11] رجل أعمل مدير حساب مصرفي.
- تيموثي سيمونز بدور «جيف جاكسون»،[8] مصرفي في وول ستريت.
- كوري ستول بدور «بريان وولف»،[9] مصرفي إستثماري في نيويورك.
- كريج تي نيلسون بدور «كيني ويلز»، والد كيني.
- باتريك دوغان بدور «والدورف استوريا»،[12] البواب.
- ماثيو بايج بدور «هارت هوبارد».
- كريستين ريكس بدور «كاريسا».
- آدم لو فيفر بدور «بوبي بيرنز».
- بيل كامب بدور «هوليز دريشر».
- ماكون بلير بدور «كوني رايت».
- لورا مارتينيز كانينغهام بدور «دونا».
- مايكل لاندز بدور «غلين بينكرت».[13]
- ستيسي كيتش بدور «كليف كولمان».[9]
- راشيل تايلور بدور «راشيل هيل».
- ديلان كينن بدور «ليفين»،
- بروس جرينود بدور «مارك هانكوك».[9]
- بافيش باتل بدور «بوبي أوينز».

## التصوير
بدأ التصوير الرئيسي للفيلم في 29 يونيو 2015 في تايلاند. وبالفترة بين منتصف أغسطس إلى منتصف سبتمبر، صور الفيلم في مدينة ألباكركي في ولاية نيو مكسيكو، قبل أن ينتقل إلى مدينة رينو في ولاية نيفادا لتصوير المشاهد الخارجية. وفي أوائل أكتوبر بدأ التصوير في مانهاتن في مدينة نيويورك.

## الصدور
كان من المقرار عرض الفيلم بالإصدار الواسع في 25 ديسمبر 2016، لكن تم تأجيل الإصدار الواسع إلى 27 ديسمبر. مع الإبقاء على الإصدار المحدود في 25 ديسمبر من أجل التأهل للحصول على جوائز. بعدها تم تأجيل الإصدار المحدود إلى 30 ديسمبر، أي بعد أربع أيام من التاريخ المفترض.

### شباك التذاكر
صدر الفيلم في أمريكا وكندا جنباً إلى جنب مع فيلم «غاية الكلب» وفيلم «ريزدنت إيفل: ذي فاينال شابتر». وكان من المتوقع أن يحقق إيرادات قدرها 3 ملايين دولار أمريكي من 2000 دار سينما في أسبوعه الأول. لكنه إنتهى محققاً 3.5 مليون دولار، وضمن العشرة الأعلى دخلال في شباك التذاكر خلال الإسبوع.

### الإستقبال النقدي
تلقى الفيلم ردود متباينة من النقاد. 37% من المراجعات جائت إيجابية على موقع الطماطم الفاسدة بنائاً على 116 مراجعة نقدية، مع متوسط تقييم 10/5.1." على ميتاكريتيك حصل الفيلم على متوسط تقييم 100/49 بناءً على 38 مراجعة.

## روابط خارجية
- مقالات تستعمل روابط فنية بلا صلة مع ويكي بيانات